# متاپنوموویروس انسانی
متاپنوموویروس انسانی (HMPV یا hMPV) یک ویروس آران‌ای تک رشته‌ای با سوی منفی از خانواده پنوموویریده است و نزدیک به زیرگروه متاپنوموویروس پرندگان (AMPV) است.

## پیشینه
این ویروس برای نخستین بار در سال ۲۰۰۱ در هلند با استفاده از روش تکثیر تصادفی پلی‌مورفیسم (آران‌ای دلخواه پی‌سی‌آر) که روشی برای شناسایی ویروس‌های ناشناخته در حال رشد در محیط کشت است، جداسازی شد. از سال ۲۰۱۶ این ویروس دومین علت شایع (پس از ویروس سنسیشیال تنفسی (RSV)) بیماری حاد دستگاه تنفسی در کودکان زیر ۵ سال سالم در بخش بیماران سرپایی در ایالات متحده بود.

## علائم
علائم ابتلا به این ویروس شامل سرفه، تب، گرفتگی بینی، تنگی نفس و خستگی با دوره نهفتگی سه تا شش روز است و در اواخر زمستان و بهار در مناطق معتدل احتمال ابتلا به آن بالا است. میانگین طول دوره بیماری به شدت آن بستگی دارد. اما مانند دیگر عفونت‌های تنفسی ویروسی است.
این ویروس می‌تواند باعث بیماری‌های تنفسی فوقانی و تحتانی مانند برونشیت یا سینه‌پهلو در همه گروه‌های سنی شود. اما بیشتر در خردسالان، سالمندان و به طور کلی افراد دارای سیستم ایمنی ضعیف مشاهده می‌شود.

## انتقال
اچ‌ام‌پی‌وی احتمالاً بیشتر از طریق ترشحات ناشی از سرفه و عطسه فرد آلوده به دیگران منتقل می‌شود. اما تماس با فرد یا اشیاء آلوده نیز باعث انتقال بیماری می‌شود.

## درمان
در حال حاضر هیچ واکسن یا درمان ضد ویروسی خاصی برای HMPV وجود ندارد. درمان درجه اول این بیماری، شامل مدیریت علائم است.

## همه‌گیری ۲۰۲۴–۲۰۲۵
در ژانویه ۲۰۲۵ مرکز کنترل و پیشگیری از بیماری‌های چین داده‌هایی را منتشر کرد که نشان می‌دهد عفونت های تنفسی در هفته ۱۶ تا ۲۲ دسامبر ۲۰۲۴ به طور چشمگیری افزایش یافته است. متاپنوموویروس انسانی با ۶/۲ درصد از آزمایش‌های مثبت بیماری های تنفسی و ۵/۴ درصد از بستری شدن در بیمارستان‌های ناشی از بیماری‌های تنفسی در چین، بیشتر از کووید ۱۹، رینوویروس یا آدنوویروس مرتبط بود. کان بیائو، رئیس موسسه ملی کنترل و پیشگیری از بیماری های واگیردار چین، اعلام کرد که میزان HMPV در میان کودکان ۱۴ سال و کمتر در چین در حال افزایش است. هنگ کنگ و کشورهایی مانند مالزی، قزاقستان، هند، ایتالیا و اوکراین نیز موارد ابتلا به HMPV را تایید کرده‌اند.